# Holy Smoke
Holy Smoke! é um filme de drama dos áustralo-estadunidense de 1999 realizado por Jane Campion.

## Resumo
Ruth (Kate Winslet), uma bela jovem australiana, viaja para a Índia em busca de respostas e lá fica seduzida por um mundo totalmente novo, misterioso e bem diferente do que ela conhece.
Quando as notícias sobre o paradeiro de Ruth chegam até à sua família, esta decide contratar um detective para encontrá-la e trazê-la de volta para casa.

## Elenco
- Kate Winslet — Ruth
- Harvey Keitel — PJ Waters
- Julie Hamilton — Mãe
- Sophie Lee — Yvonne
- Daniel Wyllie — Robbie
- Tim Robertson — Pai
- George Mangos — Yani

## Prémios e nomeações
- Ganhou o Prémio Elvira Notari no Festival de Veneza na categoria de:
  - Melhor Actriz (Jane Campion)
- Foi nomeada para o Leão de ouro no Festival de Veneza na categoria de:
  - Melhor Actriz (Jane Campion)